# Thomas Fenton
 (octobre 2023).
Thomas Fenton est un scénariste américain.
Il est connu par avoir écrit le scénario de Saw 4 avec Patrick Melton et Marcus Dunstan.
Fenton a écrit pour Jamal Igle la série de bande dessinée L'Armée des anges, publiée de 2004 à 2006 par Les Humanoïdes associés.

## Filmographie
- 2007 : Saw 4